# Bahnstrecke Großpostwitz–Löbau
| Streckennummer: | 6584; sä. GL            |                              |                              |
| Kursbuchstrecke (DB): | 233 (1997)              |                              |                              |
| Kursbuchstrecke: | 134c (1934) 160a (1946) |                              |                              |
| Streckenlänge: | 18,576 km               |                              |                              |
| Spurweite: | 1435 mm (Normalspur)    |                              |                              |
| Maximale Neigung: | 29 ‰                    |                              |                              |
| Minimaler Radius: | 180 m                   |                              |                              |
| Streckengeschwindigkeit: | 50 km/h                 |                              |                              |
| |                         |                              |                              |
| \| \| \| von Bautzen \| \| \| \| 0,821 \| Abzw Großpostwitz, Stw W 2 \| Abzw Großpostwitz, Stw W 2 \| \| \| \| nach Bad Schandau \| \| \| \| 1,732 \| Spreebrücke \| Spreebrücke \| \| \| 2,032 \| Bederwitz \| 243 m \| \| \| 3,290 \| Halbendorf (Sachs) \| 249 m \| \| \| 3,970 \| Köblitz \| 253 m \| \| \| 4,933 \| Brücke Cunewalder Wasser \| Brücke Cunewalder Wasser \| \| \| 5,360 \| Cunewalde \| 261 m \| \| \| 6,740 \| Mittelcunewalde \| Mittelcunewalde \| \| \| 8,417 \| Obercunewalde \| 291 m \| \| \| 9,704 \| Obercunewalde Hp \| 333 m \| \| \| 12,070 \| Halbau am Hochstein \| 365 m \| \| \| 13,780 \| Kleindehsa \| 340 m \| \| \| 15,270 \| Großdehsa \| 332 m \| \| \| 15,960 \| Anst Tanklager Oelsa \| Anst Tanklager Oelsa \| \| \| 16,063 \| Großdehsa-Oelsa \| 317 m \| \| \| \| von Ebersbach und von Zittau \| \| \| \| \| von Dresden und von Radibor \| \| \| \| 19,397 \| Löbau (Sachs) \| 264 m \| \| \| \| nach Görlitz \| \| |                         |                              |                              |
| Strecke (außer Betrieb) |                         | von Bautzen                  | von Bautzen                  |
| Blockstelle (Strecke außer Betrieb) | 0,821                   | Abzw Großpostwitz, Stw W 2   | Abzw Großpostwitz, Stw W 2   |
| Abzweig geradeaus und nach rechts (Strecke außer Betrieb) |                         | nach Bad Schandau            | nach Bad Schandau            |
| Brücke über Wasserlauf (Strecke außer Betrieb) | 1,732                   | Spreebrücke                  | Spreebrücke                  |
| Haltepunkt / Haltestelle (Strecke außer Betrieb) | 2,032                   | Bederwitz                    | 243 m                        |
| Haltepunkt / Haltestelle (Strecke außer Betrieb) | 3,290                   | Halbendorf (Sachs)           | 249 m                        |
| Haltepunkt / Haltestelle (Strecke außer Betrieb) | 3,970                   | Köblitz                      | 253 m                        |
| Brücke über Wasserlauf (Strecke außer Betrieb) | 4,933                   | Brücke Cunewalder Wasser     | Brücke Cunewalder Wasser     |
| Bahnhof (Strecke außer Betrieb) | 5,360                   | Cunewalde                    | 261 m                        |
| Haltepunkt / Haltestelle (Strecke außer Betrieb) | 6,740                   | Mittelcunewalde              | Mittelcunewalde              |
| Bahnhof (Strecke außer Betrieb) | 8,417                   | Obercunewalde                | 291 m                        |
| Haltepunkt / Haltestelle (Strecke außer Betrieb) | 9,704                   | Obercunewalde Hp             | 333 m                        |
| Bahnhof (Strecke außer Betrieb) | 12,070                  | Halbau am Hochstein          | 365 m                        |
| Haltepunkt / Haltestelle (Strecke außer Betrieb) | 13,780                  | Kleindehsa                   | 340 m                        |
| Haltepunkt / Haltestelle (Strecke außer Betrieb) | 15,270                  | Großdehsa                    | 332 m                        |
| Abzweig geradeaus und nach rechts (Strecke außer Betrieb) | 15,960                  | Anst Tanklager Oelsa         | Anst Tanklager Oelsa         |
| Haltepunkt / Haltestelle (Strecke außer Betrieb) | 16,063                  | Großdehsa-Oelsa              | 317 m                        |
| Abzweig ehemals geradeaus und von rechts |                         | von Ebersbach und von Zittau | von Ebersbach und von Zittau |
| Abzweig geradeaus und von links |                         | von Dresden und von Radibor  | von Dresden und von Radibor  |
| Bahnhof | 19,397                  | Löbau (Sachs)                | 264 m                        |
| Strecke |                         | nach Görlitz                 | nach Görlitz                 |

Die Bahnstrecke Großpostwitz–Löbau war eine Nebenbahn in Sachsen. Sie zweigte in Großpostwitz von der Bahnstrecke Bautzen–Bad Schandau ab und führte im Lausitzer Bergland durch das Cunewalder Tal nach Löbau. 1998 wurde die Strecke stillgelegt.

## Geschichte

### Vorgeschichte und Bau

#### Großpostwitz–Obercunewalde

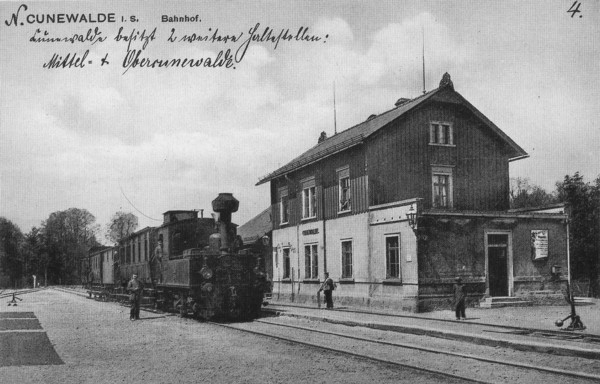
Bahnhof Cunewalde (um 1900)

Schon frühzeitig wurde im Cunewalder Tal eine Eisenbahn gefordert, eine erste entsprechende Petition der Gemeinde Cunewalde ist bereits auf 1865 datiert. Aber erst nach dem Bau der Linie Bautzen–Schandau in den Jahren 1875 bis 1877 bestanden die Voraussetzungen für den Bau einer Bahnstrecke nach Cunewalde. Ein Eisenbahn-Komitee forderte nun vehement eine Zweigbahn ins Cunewalder Tal. Aber erst die 1878 erlassene „Secundärbahnverordnung“ bringt das Projekt in greifbare Nähe. Es sollte jedoch noch ein Jahrzehnt vergehen, bis am 5. Februar 1889 der Bau der Secundärbahn Großpostwitz–Cunewalde beschlossen wurde.
Projektiert wurde schließlich eine normalspurige Trasse, die in Großpostwitz an der Bahnstrecke Bautzen–Bad Schandau begann und im Cunewalder Tal bis Obercunewalde führte. Die später anvisierte Weiterführung nach Löbau gab offensichtlich den Ausschlag dafür, dass das Projekt nicht schmalspurig – wie seinerzeit allgemein üblich – ausgeführt wurde.
Am 20. Juli 1889 begann der Bau der Strecke, der recht schnell voranschnitt. Außer den beiden Brücken über die Spree und das Cunewalder Wasser waren keine größeren Kunstbauten zu errichten. Bei Cunewalde musste ein acht Meter tiefer Einschnitt durch einen Bergrücken hergestellt werden. Am 15. September 1890 wurde die Strecke Großpostwitz–Obercunewalde mit einem Festakt eröffnet.

#### Obercunewalde–Löbau

Auszug aus der Streckenkarte Sachsen 1911

Ab 1897 war vor allem die Stadt Löbau, aber auch die potentiellen Anliegergemeinden an einer Fortführung der Strecke bis Löbau interessiert. 1909 wurde der vorgesehene Trassenverlauf abgesteckt. Zu einem schnellen Baubeginn kam es jedoch vorerst nicht. Letztlich stoppte der Beginn des Ersten Weltkrieges 1914 alle derartigen Arbeiten.
Erst nach dem Krieg ergab sich die Möglichkeit, den Bau der Strecke zu beginnen. Am 16. Dezember 1918 wurde das Neubauamt Löbau eingerichtet. Wenig später – am 13. Januar 1919 – begann der als Notstandsarbeit deklarierte Bau der Strecke. Die Bauarbeiten wurden allerdings mehrfach verzögert, einerseits durch die zögerliche Bereitstellung des nötigen Baugrundes durch die Eigentümer, als auch durch die beginnende Hyperinflation zu Beginn der 1920er Jahre. 1923 waren das Planum und die meisten Brücken fertiggestellt. Erhebliche Probleme bereitete die Einführung des Gleises in den Bahnhof Löbau, mündeten doch dort schon vorher von Westen vier Strecken ein.
Erst im September 1926 wurde der Bau mit einem Kredit der Reichsfinanzverwaltung fortgesetzt. Am 7. Oktober 1928 wurde die Verbindung als eine der letzten Streckenneubauten in Sachsen eröffnet.

### Betrieb
Die Strecke erfüllte die Erwartungen, auch wenn die Ansiedlung neuer Industrien an der Strecke wegen der beengten Platzverhältnisse im Cunewalder Tal weitgehend unterblieb.
Im Reisezugverkehr verkehrten später durchgängige Züge zwischen Bautzen und Löbau, so dass ein Umsteigen in Großpostwitz nicht mehr vonnöten war. Anfang der 1980er Jahre wurde die Strecke von insgesamt sechs Zugpaaren bedient.

### Stilllegung

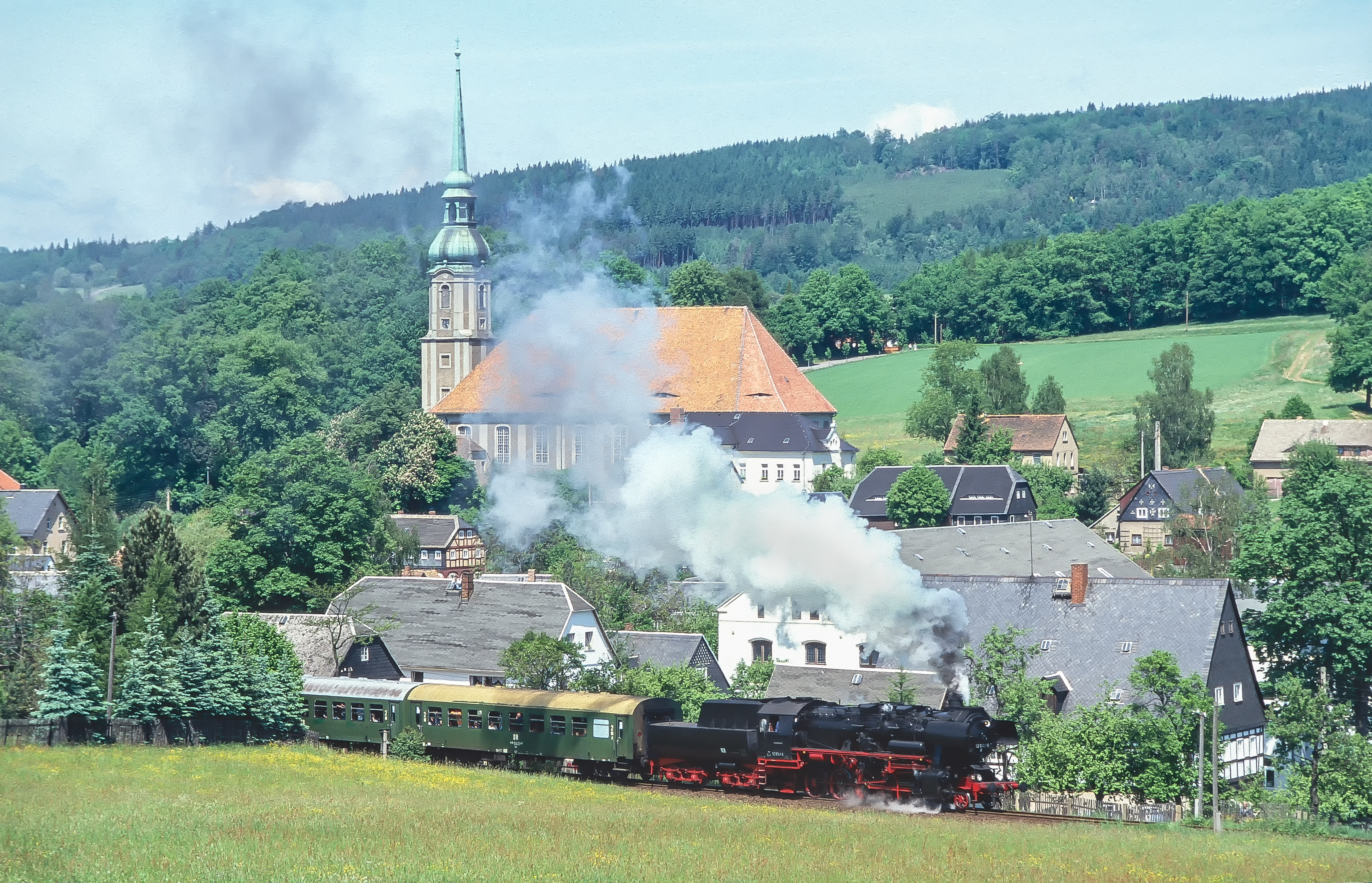
Sonderzug der Ostsächsischen Eisenbahnfreunde mit Lok 52 8141 vor der Dorfkirche Cunewalde (Mai 1997)

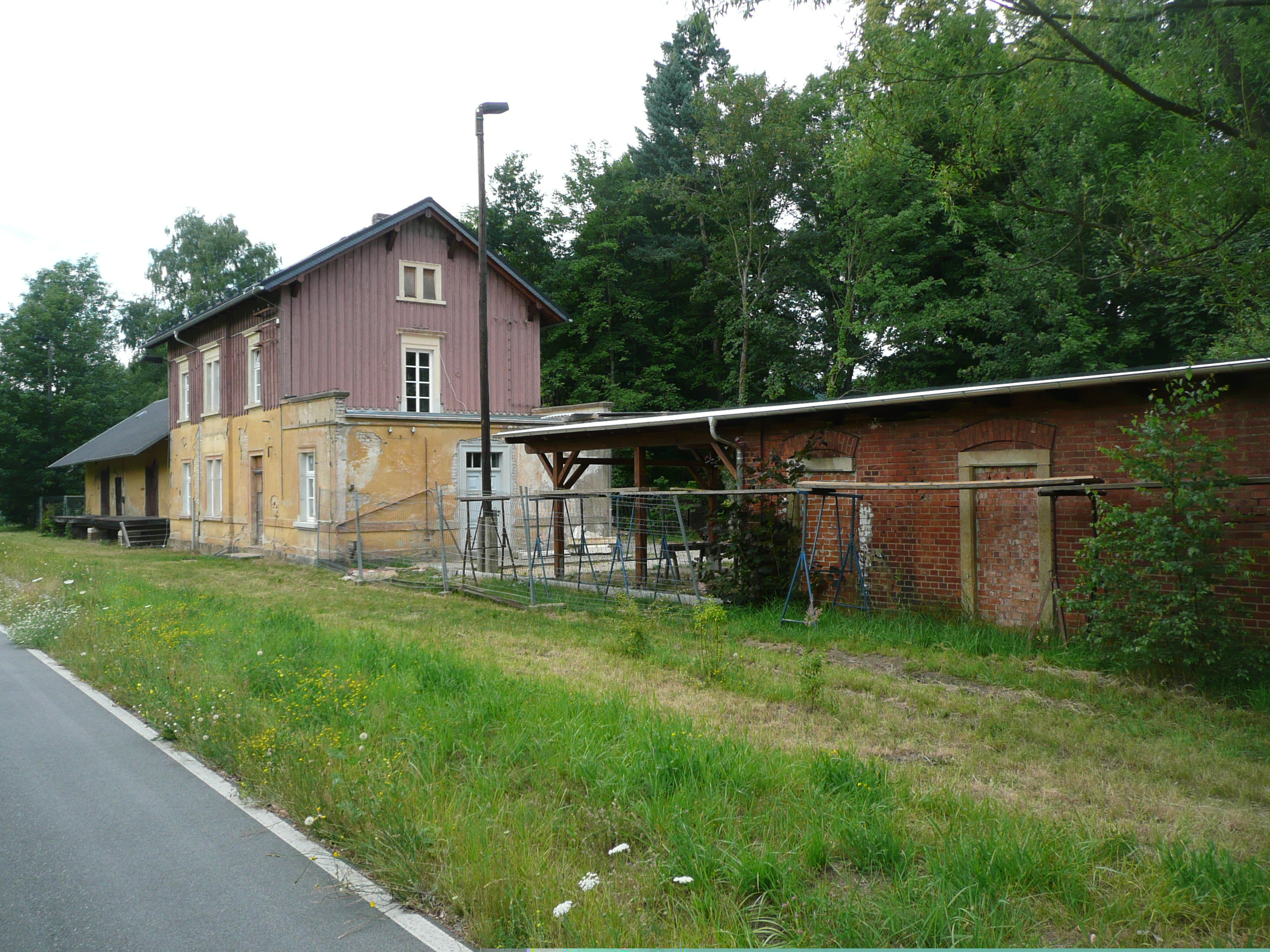
Bahnhof Cunewalde nach dem Bau des Radweges (2015)

Erst nach der politischen Wende im Osten Deutschlands 1990 verringerte sich die Bedeutung der Strecke für den Reise- und Güterverkehr auf ein Minimum. Am 21. Dezember 1995 wurde der Güterverkehr mit der letztmaligen Bedienung des Tanklagers Oelsa eingestellt.
Das Ende im Reiseverkehr kam mit der Entgleisung eines Personenzuges in der Einfahrweiche von Cunewalde am 22. Dezember 1996. Fortan waren dort Zugkreuzungen nicht mehr möglich. Reisezüge verkehrten später noch bis zum 1. Juni 1997, dann wurde der Reisezugverkehr durch den verantwortlichen Freistaat Sachsen abbestellt.
Am 15. August 1998 wurde die Strecke stillgelegt, aber zunächst nicht abgebaut. Der Verein Ostsächsische Eisenbahnfreunde in Löbau stellte am 18. März 1999 einen Kaufantrag für die Strecke, um dort einen Museumsbetrieb einzurichten. Dieser wurde letztlich abschlägig beschieden, auch weil mittlerweile ein Teil der Strecke bei Löbau dem Bau der dortigen Ortsumgehung (Bundesstraße 178) geopfert worden war.
Die Gleise wurden 2008 im Auftrag der ROP Roth AG abgebaut.

### Nachnutzung als Radweg
Kurz nach der Stilllegung bekundete die Gemeindeverwaltung von Cunewalde Interesse an einem Radweg auf der ehemaligen Strecke. Damals gab es den Umgebindehaus-Radweg, der innerorts durch Nebenstraßen und Gassen geführt wird. Der Radweg auf der Bahntrasse wurde am ehemaligen Bahnübergang an der B 96 in Halbendorf/Gebirge im Jahr 2011 begonnen und bis 20. Juli 2015 in mehreren Bauabschnitten bis zum Löbauer Stadtteil Oelsa realisiert. Im Februar 2022 erfolgte mit der Asphaltierung mehrerer hundert Meter Feldweg eine bessere Anbindung an das Stadtzentrum von Löbau. Eine Durchbindung des Radweges im Westen bis nach Großpostwitz ist im Gespräch, scheiterte aber bis zuletzt u. a. an der Finanzierung der Sanierung der Spreebrücke bei Rodewitz.

## Fahrzeugeinsatz

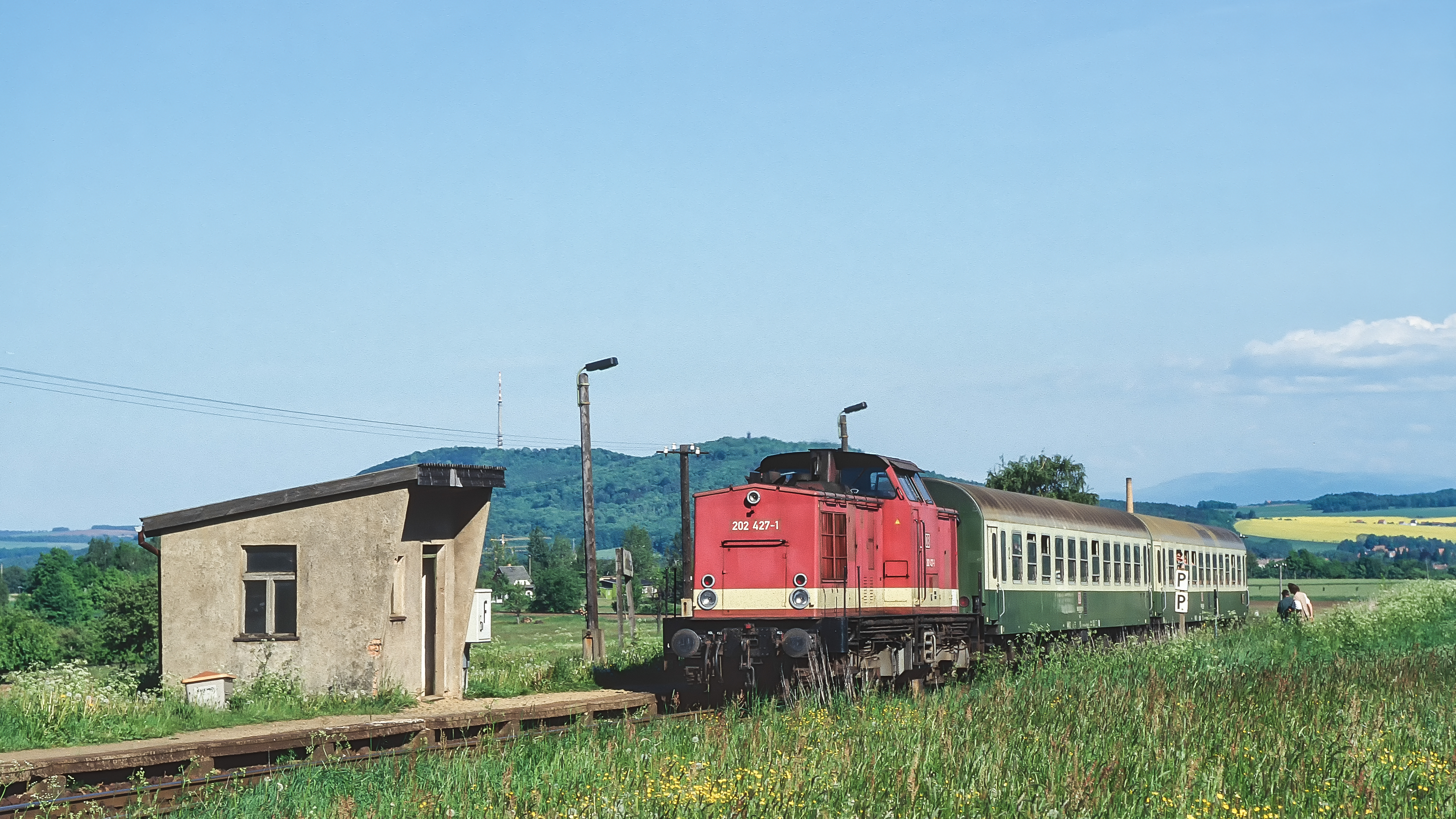
Reisezug am Haltepunkt Großdehsa (Mai 1997)

Die Kgl. Sächs. Staatseisenbahnen beschafften für die Strecke die schon bewährten kleinen, zweiachsigen Sekundärbahnlokomotiven der Gattung VII TS. Die Deutsche Reichsbahn setzte später auch die ehem. preußischen T 9.3 (Baureihe 91) auf der Strecke ein.
Ab ca. 1970 waren dann die Diesellokomotiven der DR-Baureihe 110 (DB 201) vor allen Zügen zu sehen. Die letzten Reisezüge bestanden 1997 aus einer Lokomotive der Baureihe 202 und zwei vierachsigen Seitengangwagen der Bauart Bom.